# Chiesa dei Santi Lorenzo e Stefano (Pescia)
La Chiesa dei Santi Lorenzo e Stefano è un edificio sacro della località San Lorenzo, comune e diocesi di Pescia, provincia di Pistoia.

## Storia
La chiesa è rammentata per la prima volta in un documento dell'archivio arcivescovile di Lucca, risalente al 1018. L'estimo delle chiese lucchesi del 1260 riporta una chiesa dedicata a San Lorenzo in località Cerreto, dipendente dalla pieve di Santa Maria Assunta di Pescia.
L'edificio, nonostante i rimaneggiamenti subiti nel corso dei secoli, mantiene buona parte del suo impianto romanico. La facciata si presenta a conci regolati di pietra, al centro è visibile una bifora, otturata, e un'apertura a forma di croce, anche quella chiusa. Le due grandi finestre rettangolari sono un intervento moderno. L'abside presenta una decorazione ad arcate cieche ed è illuminata da una monofora.